# Provinz Mostaganem

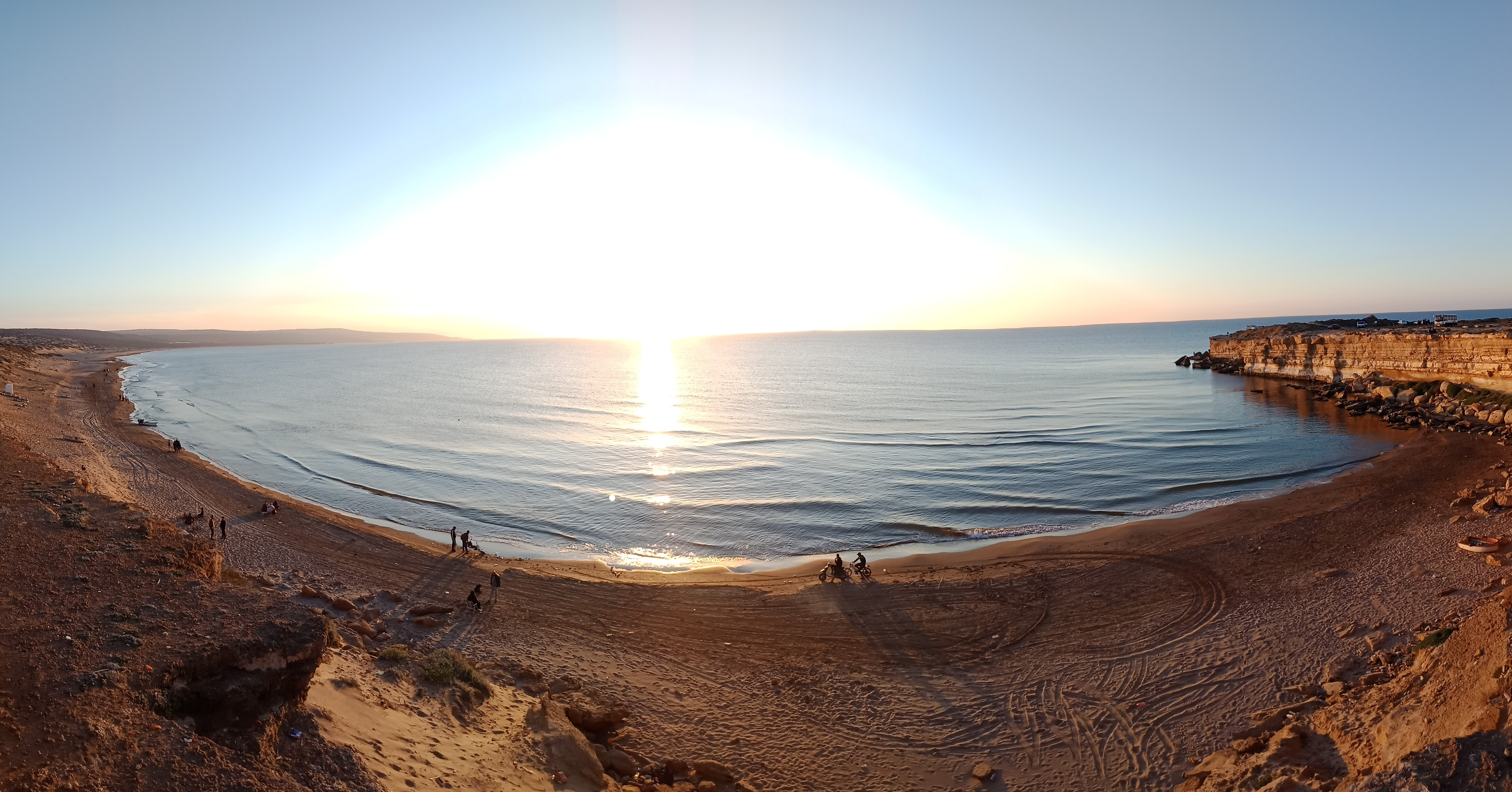
Strand von Sidi Lakhdar

Die Provinz Mostaganem (arabisch ولاية مستغانم, DMG Wilāyat Mustaġānim, tamazight ⴰⴳⴻⵣⴷⵓ ⵏ ⵎⵓⵙⵜⵖⴰⵏⴻⵎ Agezdu n Mustɣanem) ist eine Provinz (wilaya) im nordwestlichen Algerien.
Die Provinz liegt an der Mittelmeerküste und umfasst die Stadt Mostaganem mit ihrem Umland, sie hat eine Fläche von 2165 km².
Rund 693.000 Menschen (Schätzung 2006) bewohnen die Provinz, die Bevölkerungsdichte beträgt somit rund 320 Einwohner pro Quadratkilometer.
Hauptstadt der Provinz ist Mostaganem.